# Sapromyza blanchardi
Sapromyza blanchardi är en tvåvingeart som beskrevs av Malloch 1933. Sapromyza blanchardi ingår i släktet Sapromyza och familjen lövflugor. Inga underarter finns listade i Catalogue of Life.